# サスキア (小惑星)
サスキア (461 Saskia) は、小惑星帯に位置する小惑星である。
マックス・ヴォルフがハイデルベルクで発見し、レンブラント・ファン・レインの妻サスキア・ファン・オイレンブルフ (Saskia van Uylenburgh) にちなんで命名された。